# Bandera de la región Metropolitana de Santiago
La Bandera de la Región Metropolitana de Santiago es, junto con su escudo, los símbolos de esta región, aunque solo este último es oficial. En algunos medios suele utilizarse como bandera regional el estandarte usado por el intendente y el Consejo regional, aunque su estatus no está definido.
La bandera consiste en un paño gris con el escudo del Gobierno Regional Metropolitano de Santiago en el centro.

## Banderas comunales
Algunas municipalidades de la Región Metropolitana de Santiago poseen banderas propias.

### Provincia de Santiago

Santiago
Cerrillos
Cerro Navia
Conchalí
Independencia
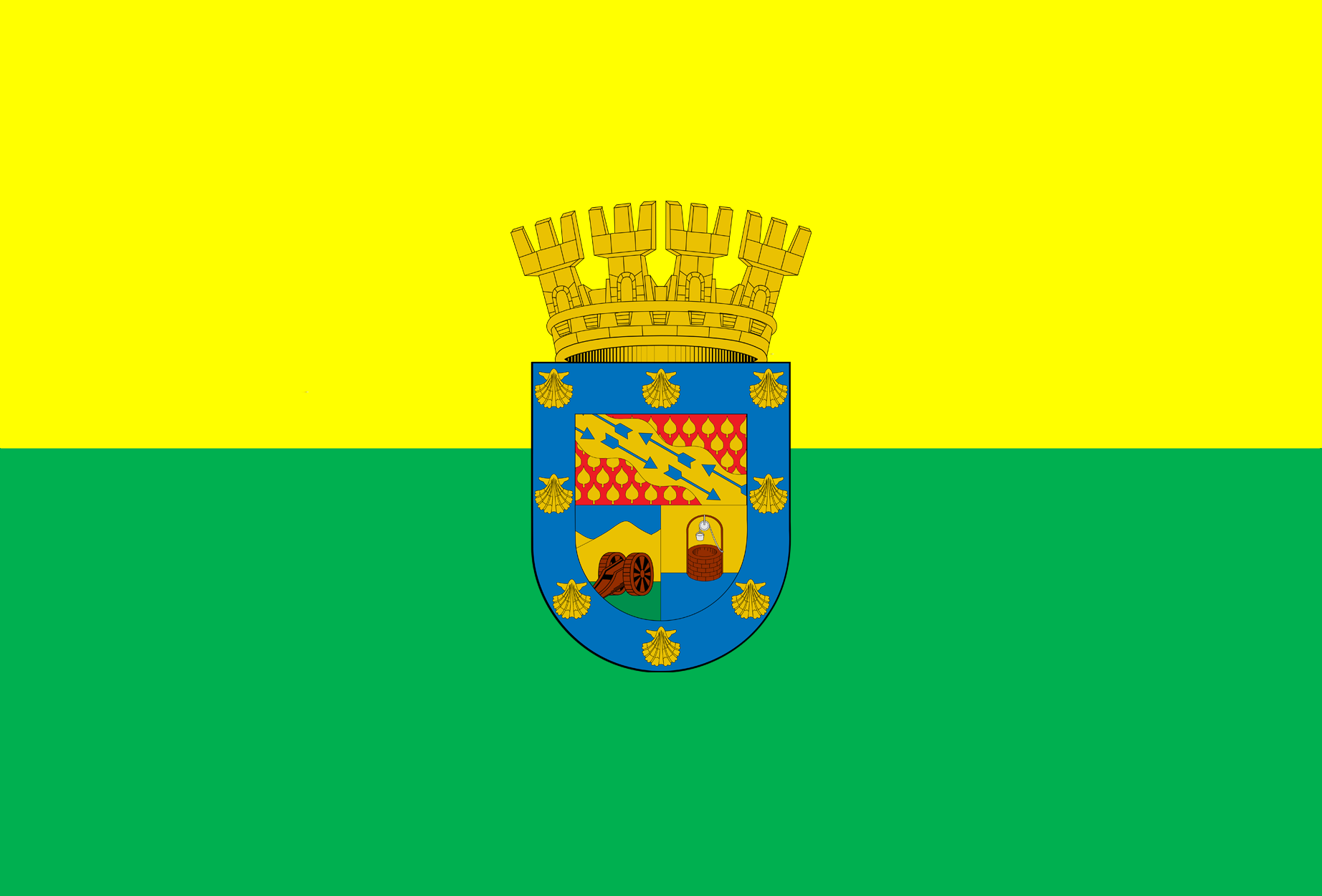
La Cisterna
La Florida
La Pintana
La Reina
Lo Prado
Maipú
Ñuñoa
Peñalolén
Providencia
Quilicura
Renca
San Ramón

### Provincia de Maipo

San Bernardo
Paine

### Provincia de Talagante

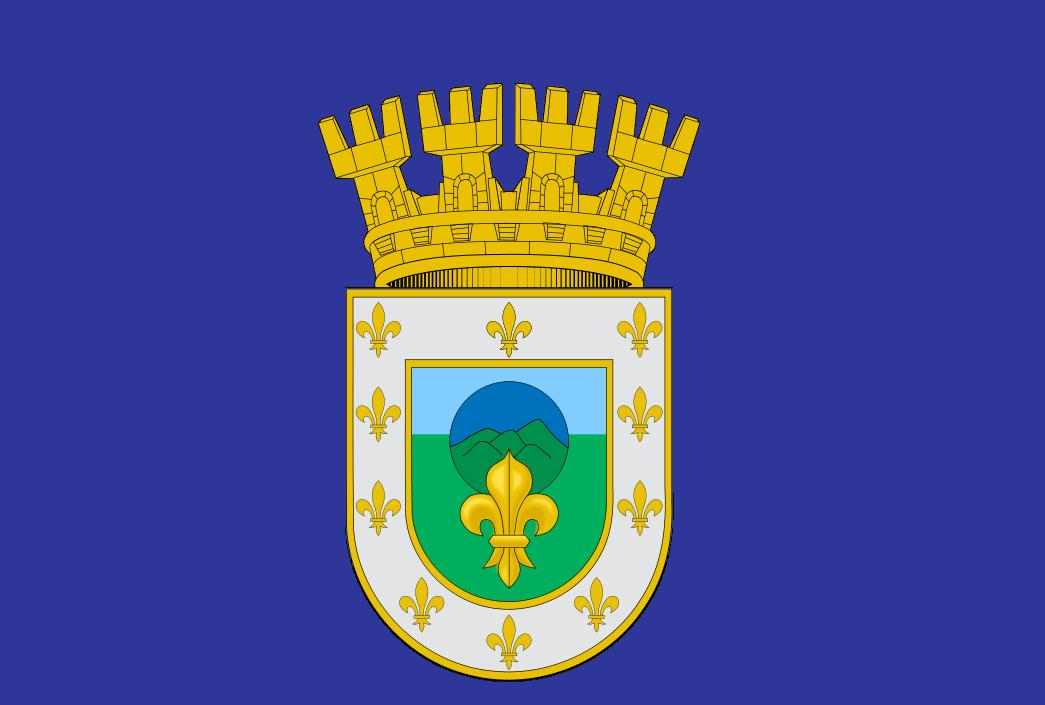
Peñaflor